# Els déus deuen estar bojos
Els déus deuen estar bojos (The Gods Must Be Crazy) és una comèdia cinematogràfica escrita i dirigida per Jamie Uys en 1980. Filmada amb baix pressupost i enterament a Botswana, la pel·lícula va tenir èxit i va ser seguida de quatre seqüeles, tres de les quals van ser filmades a Hong Kong.
Aquesta pel·lícula ha estat doblada al català.

## Argument
Xi, la seva família i la seva tribu de boiximans viuen feliçment al desert del Kalahari. Un dia, una ampolla de vidre clàssica de Coca-Cola cau des d'una avioneta que sobrevolava el lloc. Inicialment, la tribu de Xi creu que aquest estrany artefacte és un altre "regal" dels déus i li donen múltiples usos. A diferència del que posseïen abans, aquesta vegada hi ha una sola ampolla i l'han de compartir. Això comença a causar conflictes entre la tribu i Xi i pren una decisió: anuncia als ancians que farà un viatge cap a la fi de la Terra per desfer-se de l'ampolla, a la qual han anomenat “la cosa maligna”.
A mesura que avança en la seva travessia, Xi troba una diversitat de persones, com ara el maldestre naturalista Andrew Steyn, que estudia els animals de la zona per completar la seva tesi de doctorat; Kate Thompson, nova professora de l'escola del poblat; una banda de guerrillers liderada per Sam Boga, la qual està sent perseguida per les tropes del govern després de cometre un atemptat terrorista; un guia turístic d'un safari anomenat Jack Hind; il?assistent d?Andrew Steyn i també mecànic, M'pudi.
Quan Xi, afamat, va passant per un camp, dispara a una cabra amb una fletxa tranquil·litzant, però és capturat i empresonat, ja que les cabres tenien un amo. M'pudi, que va viure amb els boiximans en el passat i encara parla l'idioma de Xi, conclou que Xi morirà si el mantenen a la presó. És així que M'pudi i Andrew decideixen emprar-ho com a expert ecològic durant la resta del temps que dura la seva condemna. Mentrestant, els guerrillers de Sam Boga envaeixen l'escola on treballa Kate i la prenen a ella i els seus alumnes com a ostatges, per tal de fugir al país veí.
Andrew, M'pudi i Xi, mentre observen la vida silvestre del lloc, descobreixen que la seva zona de treball serà ocupada pels terroristes a la seva fugida. Planegen immobilitzar els guerrillers quan vagin passant i així salvar Kate i els seus alumnes. No obstant això, apareix Jack Hind i rescata a Kate, prenent per a si el crèdit de la gesta, fent que Andrew novament quedi en ridícul davant la mestra. Quan el període de la condemna de Xi acaba, Andrew li agraeix i li paga pels seus serveis perquè continuï amb la travessia. Quan Andrew parla amb Kate sobre la seva dificultat per relacionar-se amb les dones, Kate ho accepta i ho besa.

## Elenc
- N!xau com Xi
- Marius Weyers com Andrew Steyn
- Sandra Prinsloo com a Kate Thompson
- Louw Verwey com Sam Boga
- Michael Thys com Mpudi
- Nic De Jager com Jack Hind
- Fanyana H. Sidumo com a "Card 1"
- Joe Seakatsie com a "Card 2"
- Brian O'Shaughnessy com a Senyor Thompson
- Vera Blacker com a Senyora Thompson
- Ken Gampu com a President
- Paddy O'Byrne com a Narrador (veu)
- Jamie Uys com El Reverend

## Recepció
Tot i ser un film de baix pressupost, Jamie Uys va aconseguir donar consistència a l'argument amb un humor simple, espontani i circumstancial, aconseguint l'èxit de taquilla. El film va tenir quatre seqüeles més: The Gods Must Be Crazy II (1989). Crazy Safari (1991), Crazy Hong Kong (1993) i, finalment, The Gods Must Be Funny in China (1994). Les tres pel·lícules finals de la sèrie són produccions de baix perfil en la recaptació i igualment filmades amb un pressupost limitat. Van ser realitzades a Hong Kong, amb històries desenvolupades en aquesta regió administrativa especial i presentades en idioma cantonès ; no obstant això, mantenen l'essència còmica de les dues originals sud-africanes i comparteixen el seu mateix protagonista, Xi (N!xau).
The Gods Must Be Crazy va ser estrenada a la seva natal Sud- àfrica el 1980 per Ster Kinekor Pictures; aviat es va convertir en tot un rècord de taquilla en aquest país. Per a la versió que es va projectar fora de Sud-àfrica, el diàleg de l'idioma original afrikáans va ser doblegat a l'anglès, mentre que la veu en off va tenir línies en llengües juǀʼhoan (varietat dialectal del !kung) i setsuana.
Per a mitjan novembre de 1986, The Gods Must Be Crazy va ser llançada en videocassette als Estats Units per CBS/Fox a través de la seva filial Playhouse Video.
La crítica també va afavorir amb bons resultats la pel·lícula. A la pàgina web de crítiques cinematogràfiques Rotten Tomatoes la pel·lícula té una aprovació del 85% i una puntuació general de 7.4/10. A Metacritic la pel·lícula va aconseguir una aprovació de 73/100, amb ressenyes generalment bones.
A més, Roger Ebert, del diari Chicago Sun-Times, va donar a la cinta 3/4 estrelles, concloent que “pot semblar fàcil fer un muntatge sobre situacions desastroses que ocorren al desert, però és més difícil crear una interacció divertida entre la mare naturalesa i la naturalesa humana. Aquesta pel·lícula és un petit tresor”.
No obstant això, altres crítics com Vincent Canby, del diari The New York Times, van concloure que la pel·lícula tenia èxit en la seva funció còmica, però deixava de banda el tema de l'apartheid sud-africà i guardava silenci sobre el patiment que va portar aquest període al país.

## Curiositats
- Encara que la pel·lícula va recaptar al voltant de $100 milions de dòlars a tot el món, segons informes, el seu actor principal i l'únic que va participar en tota la sèrie, el boiximà N!xau, va guanyar menys de $2,000 pel seu paper protagonista. Abans de la seva mort, el 1996, el director i productor Jamie Uys va complementar això amb un addicional de 20.000 $, així com un salari mensual per retribuir la seva valuosa col·laboració. N!xau va morir de tuberculosi el 2003 als seus 59 anys, al seu país, Namíbia, allunyat de la fama que li van donar les pel·lícules.

## Seqüeles
El 13 d'abril del 1990 es va llançar Els déus deuen estar bojos 2 als Estats Units. Va ser produïda per Weintraub Entertainment Group i distribuïda per Columbia Pictures als Estats Units, mentre que a la resta del món va ser distribuïda per Twenty Century Fox. També va ser dirigida per Jamie Uys. La pel·lícula tenia una durada de 98 minuts i va ser filmada a Sud- àfrica i Botswana.